# Megalon
Cet article possède un paronyme, voir Mégalodon.
Megalon (メガロ, Megaro) est un kaiju qui apparaît en premier lieu en 1973 dans le film Godzilla vs Megalon.

## Personnage

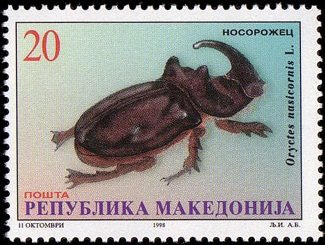
Scarabée rhinocéros figuré sur un timbre macédonien.

Vénéré comme un dieu par le royaume sous-marin millénaire de Seatopia, Megalon est un monstre insectoïde bipède ressemblant à un coléoptère de 55 m de haut et pesant 40 000 t. Il a des appendices en forme de forets et une corne semblable à celle d'un scarabée rhinocéros.
Les Seatopiens envoient Megalon à l'assaut du monde de la surface pour se venger des dommages causés dans leur royaume sous-marin par des essais nucléaires inconsidérés. D'abord guidé par le robot Jet Jaguar dérobé au monde de la surface par les Seatopiens, Megalon en est réduit à un parcours erratique lorsque les Seatopiens perdent le contrôle du robot. Ils demandent de l'aide à leurs alliés qui leur envoient le monstre Gigan. Gigan aide Megalon à combattre Jet Jaguar avant que Godzilla s'interpose. Godzilla et Jet Jaguar font finalement battre en retraite Megalon et Gigan[réf. souhaitée].
Joué par Hideto Odachi, le rôle de Megalon nécessite comme tous les monstres de la série le port d'un très lourd costume[réf. souhaitée].

## Liste des apparitions
- 1973 : Godzilla vs Megalon (Gojira tai Megaro), de Jun Fukuda